# Campionati europei di bob 1978
I Campionati europei di bob 1978, dodicesima edizione della manifestazione organizzata dalla Federazione Internazionale di Bob e Skeleton, si sono disputati dal 7 al 15 gennaio 1978 a Igls, in Austria, sulla Kunsteisbahn Bob-Rodel Igls, il tracciato sul quale si svolsero le competizioni del bob e dello slittino ai Giochi di Innsbruck 1976. Nella località tirolese si erano tuttavia già tenute le gare di slittino e di bob ai Giochi di Innsbruck 1964 e le manifestazioni europee del 1967 (in entrambe le specialità maschili) e del 1971 (solo nel bob a quattro) ma sul vecchio tracciato non più utilizzato dal 1973, allorché venne costruita la pista odierna. Igls ha quindi ospitato le competizioni continentali per la seconda volta nel bob a due uomini e per la terza nel bob a quattro.

## Risultati

### Bob a due uomini
La gara si è svolta il 14 e il 15 gennaio 1978 nell'arco di quattro manches.
| Pos. | Atleti                                     | Nazione          | Tempo   | Distacco |
| ---- | ------------------------------------------ | ---------------- | ------- | -------- |
|      | Horst Schönau Harald Seifert               | Germania Est-1   | 3:49.22 |          |
|      | Bernhard Germeshausen Hans-Jürgen Gerhardt | Germania Est-4   | 3:49.42 | +0.20    |
|      | Bernhard Lehmann Matthias Trübner          | Germania Est-2   | 3:49.82 | +0.60    |
| 4    | Fritz Sperling Franz Köfel                 | Austria-1        | 3:49.92 | +0.70    |
| 5    | Stefan Gaisreiter Manfred Schumann         | Germania Ovest-1 | 3:50.08 | +0.86    |
| 6    | Jakob Resch Walter Barfuss                 | Germania Ovest-3 | 3:51.03 | +1.81    |
| 7    | Horst Bernhardt Bogdan Musiol              | Germania Est-5   | 3:51.15 | +1.93    |
| ...  | ...                                        | ...              | ...     | ...      |
| 9    | Meinhard Nehmer Bogdan Musiol              | Germania Est-3   | 3:51.32 | +2.10    |
| ...  | ...                                        | ...              | ...     | ...      |

### Bob a quattro
La gara si è svolta il 7 e l'8 gennaio 1978 nell'arco di quattro manches.
| Pos. | Atleti                                                                    | Nazione          | Tempo   | Distacco |
| ---- | ------------------------------------------------------------------------- | ---------------- | ------- | -------- |
|      | Fritz Sperling Franz Köfel Franz Rednack Walter Köck                      | Austria-1        | 3:40.68 |          |
|      | Meinhard Nehmer Hans-Jürgen Gerhardt Bernhard Germeshausen Raimund Bethge | Germania Est-1   | 3:40.74 | +0.06    |
|      | Horst Schönau Horst Bernhardt Harald Seifert Bogdan Musiol                | Germania Est-3   | 3:41.06 | +0.38    |
| 4    | Stefan Gaisreiter Hans Wagner Heinz Busche Manfred Schumann               | Germania Ovest-1 | 3:41.39 | +0.71    |
| 5    | Bernhard Lehmann Jochen Babock Harry Bahr Matthias Trübner                | Germania Est-2   | 3:41.94 | +1.26    |
| 6    | Jakob Resch nd                                                            | Germania Ovest-2 | 3:42.18 | +1.50    |
| ...  | ...                                                                       | ...              | ...     | ...      |

## Medagliere
| Pos.   | Paese        | Oro | Argento | Bronzo | Totale |
| ------ | ------------ | --- | ------- | ------ | ------ |
| 1      | Germania Est | 1   | 2       | 2      | 5      |
| 2      | Austria      | 1   | 0       | 0      | 1      |
| Totale | Totale       | 2   | 2       | 2      | 6      |